# Händel oratóriumai

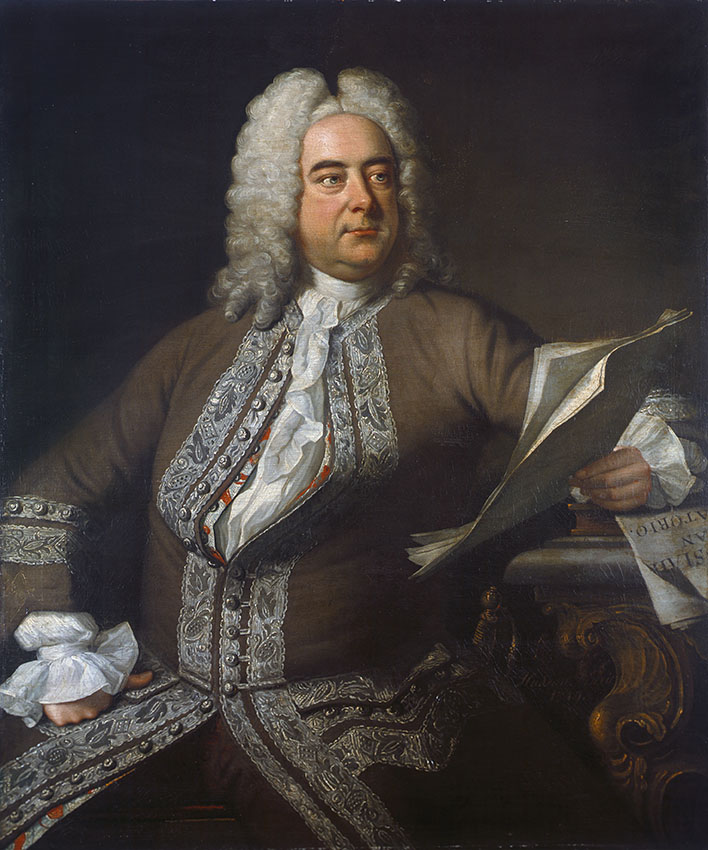
Georg Friedrich Händel

Händel oratóriumművészete drámai műfaj, akárcsak operái, ezek a művek lényegében operareformjának betetőzését jelentik. Nagy hangsúlyt fektetett a szöveg és a cselekmény zenei ábrázolására, sokszor szimpla kifejezőeszközökkel, vagy amik abban a korban rendkívülinek számítottak, egy erőteljes disszonáns akkord a zenében akkor valóságos robajként hatott. Más is tudott olyan mesteri fúgákat írni, de a szín volt az, amit Händel leleményesen belevitt a muzsikába.
A Händel-oratórium mindazt, ami a műfajnak lényege, úgy tudja realizálni, hogy minden elem a legmagasabb szinten jut érvényre. Technika és zenei ábrázolás egyensúlya. Halála után csak tovább fokozódott az oratórium-láz Angliában, noha hozzá mérhető zeneszerző nem akadt, csak kis kaliberű epigonok. Ám a későbbi korok nagy komponistáira is jelentős hatást gyakorolt oratorikus művészete, ezért alkothatta meg Haydn a A Teremtést és Az évszakokat, vagy Mendelssohn az Éliást.

## Kialakulásuk
Tény, hogy az oratórium műfaja Händel műveiben érte el csúcspontját. Ebben a folyamatban több hatás is közrejátszott, ami mind forrásként szolgált a händeli modell kialakulásához. Az operákban alakult ki drámai készsége, itt próbálta ki a zenedráma barokk megfogalmazásának eszközeit, és amikor oratóriumokat kezdett le írni, ebből a forrásból is merített. Olaszországi útja során ismerkedett meg a Carissimi-féle kóruscentrikus megoldással, továbbá a francia stílus adta meg a lökést ahhoz, hogy zenéje mindig ábrázoló erejű legyen. Hisz a Lully nyomán kialakult francia opera bővelkedett olyan zsánerképekben és nagy tablókban, amelynek fő jellemvonása épp a képszerűség volt. És természetesen közrejátszott a mester választott szülőhazájának, Angliának kóruskultúrája, Purcell művészete és az ország akkori társadalmi körülményei is. A korabeli, puritánság örökségét magán hordozó polgárság előszeretettel azonosította magát a bibliai zsidó néppel, mivel őket is olyan erős küldetéstudat fűtötte.

## Jellemzőik
A zenei szerkezet a legegyszerűbb formáktól a legbonyolultabbakig tökéletes egyensúlyban van, egyszerű dalfelépítésű áriát bonyolult kórus stb. követ. Kiemelt szerep jut a zenekarnak, amely mindig jelen van, és a jeleneteknek ad hátteret. Az áriák változatosak, van köztük da capo, dal, bel canto és még megannyi, olaszos dallamívű szólórész. Ennek a világnak a legfontosabb szereplője a kórus. A későbbi oratóriumszerzők a händeli modellre történő reflektálását elsősorban a kórusokra kell értenünk. Az énekkar részt vesz a cselekményben, szemlélődő módon kommentálja azt, elsirat és örvendezik, megdöbbenésében eláll a szava és fékeveszetten ujjong. Számuk jelentős (különösen a Messiásban és az Izrael Egyiptombanban), és a dramaturgiai csúcspontok szinte mindig a kórusokra vannak kiélezve. Händelnek nemcsak a kóruskezelési technikája kiváló, de ezeknek is változatos a felépítésük. Van köztük tömbszerű, himnikus ének, bonyolult fúga, concertojellegű, archaizáló stb.
Több forrásból merített témákat, így nemcsak a Bibliából, de a görög mitológiából is, sőt cselekmény nélküli művek is születtek – a híres Messiás is ilyen. Szinte műről műre más a műfaji koncepció, az uralkodó hangulat.

## Bibliai oratóriumok
(Cím után a keletkezés, vagy bemutató éve, illetve a szövegíró neve.)

### Trionfo del Tempo e del Disinganno – Az idő és a kiábrándultság diadala (1708, Panfili)
Az első művek Rómában születtek, még teljesen olasz stílusban, lényegében burkolt operák, kevés kórussal és sok da capo-áriával. Ez időben Händel a Ruspoli márki patronálta Árkádia Akadémia összejöveteleire járt, ahol fejedelmek és jeles művészek tartottak közös estéket. A Trionfót 1757-ben angol szöveggel felújította The triumph of Time and Truth címmel.

### Esther (1720, átdolgozva: 1732, Racine nyomán Pope)
Az első angol nyelvű oratórium még tulajdonképpen masque, azaz félúton az opera és az oratórium között, a későbbi felújítás során vált igazi oratóriummá. Hat kisebb felvonásból épül fel a mű, és korábbi alkotásaihoz képest jelentősebbé válik a kórus szerepe – az oratórium történetéből is kifolyólag.

### Athalia (1733, Racine nyomán Humphreys)
A Deborah-ban alakult ki minden formatípus, az egész dramaturgia és a modellek kiforrottak. Egyesült a műben az olasz, a német és az angol hatás, amely a Händel-oratóriumot táplálja. A kórusok jellegükben, formájukban és pozíciójukban már teljesen érettek, és a későbbi művekben is ezekre a modellekre tér vissza a szerző. A rögtön utána következő Athalia újabb francia hatással gazdagodik. Ám a javában dúló operai viszályok és megbélyegzések miatt ezek a művek még nem arathattak sikert a bemutatón.

### Saul (1738, Jennens)
Saul király az ifjú Dávid iránt érzett irigységéről szóló dráma az első igazán jelentős mű, amelyben az eddigiekhez képest könnyedebb és népszerűbb hangvétel uralkodik. Feltűnő benne a sok, rövid tétel és a változatos hangulati skála, valamint a zenekari közjátékok előkelő szerepe. Az első részben feltűnő harangjáték-motívum közismert dallam volt a korban, és több szerző is feldolgozta.

### Izrael Egyiptomban (1739, bibliai szöveg Jennens asszisztálásával)

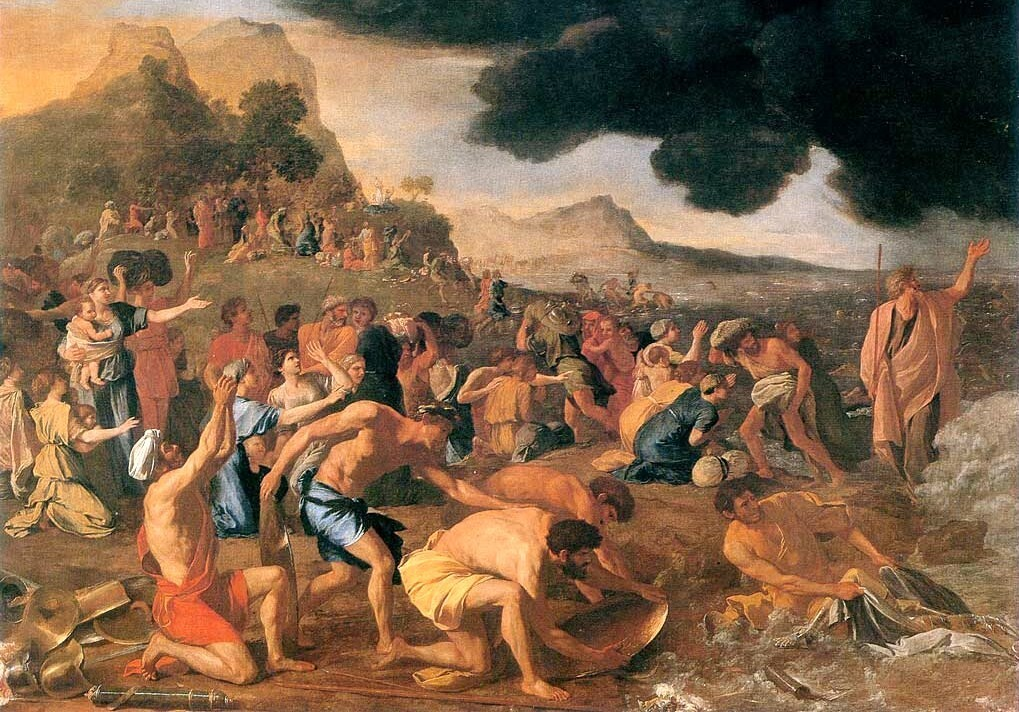
Átkelés a Vörös-tengeren. Händel ezt a jelenetet is felidézte az Izrael Egyiptomban című oratóriumában (Nicholas Poussin képe).

Ebben a maga nemében egyedülálló műben valósítja meg Händel a kórusoratórium mintapéldáját: tizenkilenc kórus, szemben mindössze négy áriával és három duettel. Monumentalitásában és hatalmas ábrázolóerejében messze felülmúlja a példakép Carissimi valamennyi művét, nem véletlenül hívják „kórus-eposznak”. Tárgya a zsidó nép kivonulása az egyiptomi fogságból, megjelenítve többek közt a tíz csapást, meggyőző zenei eszközökkel, s a kórustechnika és a drámai ábrázolás így tökéletes egyensúlyba kerülnek. Ezt az eredeti, szokatlan koncepciót a korabeli közönség nem értette, s így nem is vált sikeres darabbá a maga korában.

### Messiás (1741, bibliai szöveg Jennens összeállításában)
A Messiás az oratórium történetének talán legnagyobb alkotása. A szerző dublini tartózkodása alatt írta, mindössze három hét alatt. A grandiózus, cselekmény nélküli mű szövege bibliai textusokból van összeállítva, úgy, hogy azok főleg a Megváltó életét kísérő meditációk füzérét alkotják. Talán itt érezhető legjobban a német hagyomány továbbélése.

### Sámson (1742, Milton nyomán Hamilton)
A Messiással szinte egyszerre íródott Sámson a legendás hős utolsó napjairól szó, ezért a mű egy gazdagon kidolgozott lélektani dráma, változatos karakterekkel, sőt komikus elemekkel tarkítva. A szereplőknek mind más, egyéni hangja van, akárcsak a kórus által tolmácsolt két népnek, a zsidóknak és a filiszteusoknak. Zenéjének és szövegének köszönhetően is az egyik legnépszerűbb oratóriumává vált a szerzőnek.

### József és testvérei (1744, Miller)
Kevésbé népszerű, ritkán játszott mű, ami a szólista-oratóriumhoz közelít áriáinak elsőbbsége miatt. Kórusai sem számban, sem jelentőségében nem érnek fel a többi mű hasonló tételeihez.

### Belshazzar (1745, Jennens)
Igazi, nagy drámai mű, amelynek témája Babilon perzsák általi elfoglalása és a raboskodó zsidók kiszabadulása. Akárcsak a Sámsonban, itt is változatos karakterek vannak felsorakoztatva, és a kórus három különböző nép hangját jeleníti meg. Az áriák és kórusok száma egyensúlyban van, és bizonyos jelenetei nagyon is színpadra kívánkoznak a maguk hatásos megjelenítő erejükkel.

### Júdás Makkabeus (1746, Morell)

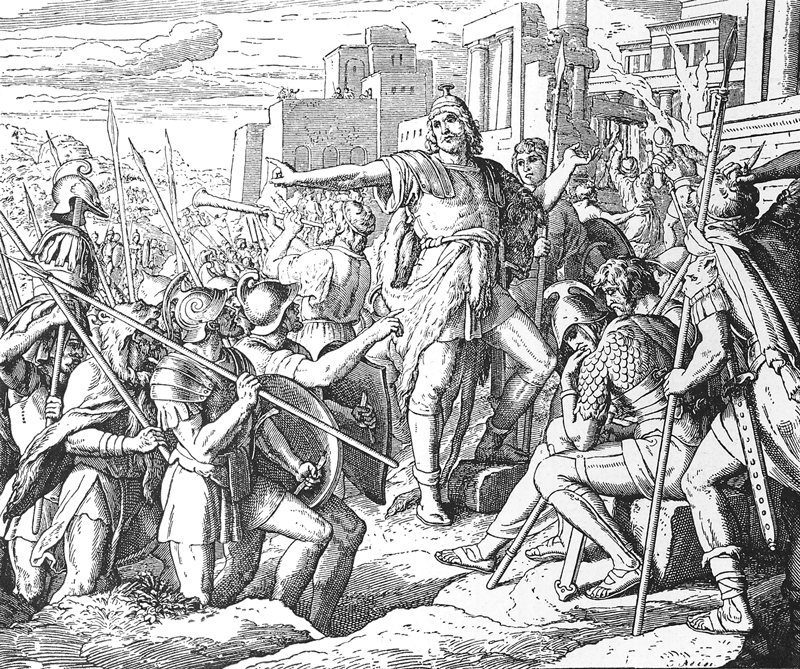
Júdás Makkabeus

A Messiás után Händel második legnépszerűbb oratóriuma, amit a cumberlandi herceg skótok felett aratott győzelmének alkalmára írt. Az angol polgárság jól tudta saját helyzetét azonosítani a makkabeusok vezette, elnyomók ellen küzdő zsidókkal, ezért óriási sikert aratott, s ezzel a művel érte el Händel is saját „győzelmét”: az általános megbecsülést második hazájában. Az oratórium egy grandiózus himnusz, ugyanis témája, a szabadságharc annyira homogénen uralkodik, hogy gyakorlatilag minden fölösleges díszítőelem ki van iktatva, s talán pont emiatt a koncentráltság miatt vált oly híressé.

### Józsua (1747, Morell)
A Júdás Makkabeushoz hasonló, harci témájú mű, amelyben az epikus kórusok között szerelmi szál is kibontakozik. Nem vált annyira népszerűvé, mint előző társa, s így az eredetileg ide komponált See the conquering hero comes kórust (amely Händel egyik legismertebb zenéje) át is vette a Júdásba.

### Alexander Balus (1747, Morell)
Újabb harcias tematikájú alkotás, amely mégis színes hangszerelésével és egzotikus zenei tablójával, valamint operai jellegével tűnik fel.

### Salamon (1748, Hamilton)
Drámát nélkülöző, kissé allegorikus oratórium, egyben talán mind közül a legderűsebb. Idilli zsánerképek sorozata Salamon király udvarából, valóságos zenei ünnepség. Érdekes, hogy legnépszerűbb része egy zenekari tétel, a Sába királynőjének érkezése című közjáték.

### Zsuzsanna (1748, Hamilton)
Ismét operajellegű szólista-oratórium, amely a szerelmet teszi meg központi témájának. Komoly és vidám egyszerre, realisztikus és lírai – kissé hibrid mű, de igen eredeti.

### Theodora (1749, Morell)
Témája és jellege eltér a korábbiakétól: keresztény mártírtörténet, amelynek szomorú a végkifejlete. Ebből kifolyólag a zenében szinte nyoma sincs a Händelre oly jellemző csillogásnak, a muzsika túlnyomórészt komor és sötét. A legbensőségesebb tragédia ez, amit valaha is írt a szerző, nem véletlen, hogy egyik legjobb művének tekintette.

### Jephta (1751, Morell)
Az utolsó oratórium, amelynek írása közben vesztette el Händel a szeme világát, és szinte kínkeservesen fejezte be, háromszor olyan hosszú idő alatt, mint amennyi máskor kellett neki egy oratórium megírásához. Ez is lírai, szólista-oratórium a lányát fogadalomból feláldozni készülő hadvezérről, ám ezúttal boldog befejezés a vége. Az örökké újra törekvő, műről műre „megifjodó” Händel ebbe az utolsó alkotásában is tudott újat mondani, hiszen a Jephtában lépten-nyomon az új, „gálánsnak” nevezett stílus nyomaival találkozunk.

## Allegorikus és mitológiai oratóriumok

### Acis és Galathea (1720, Gay)

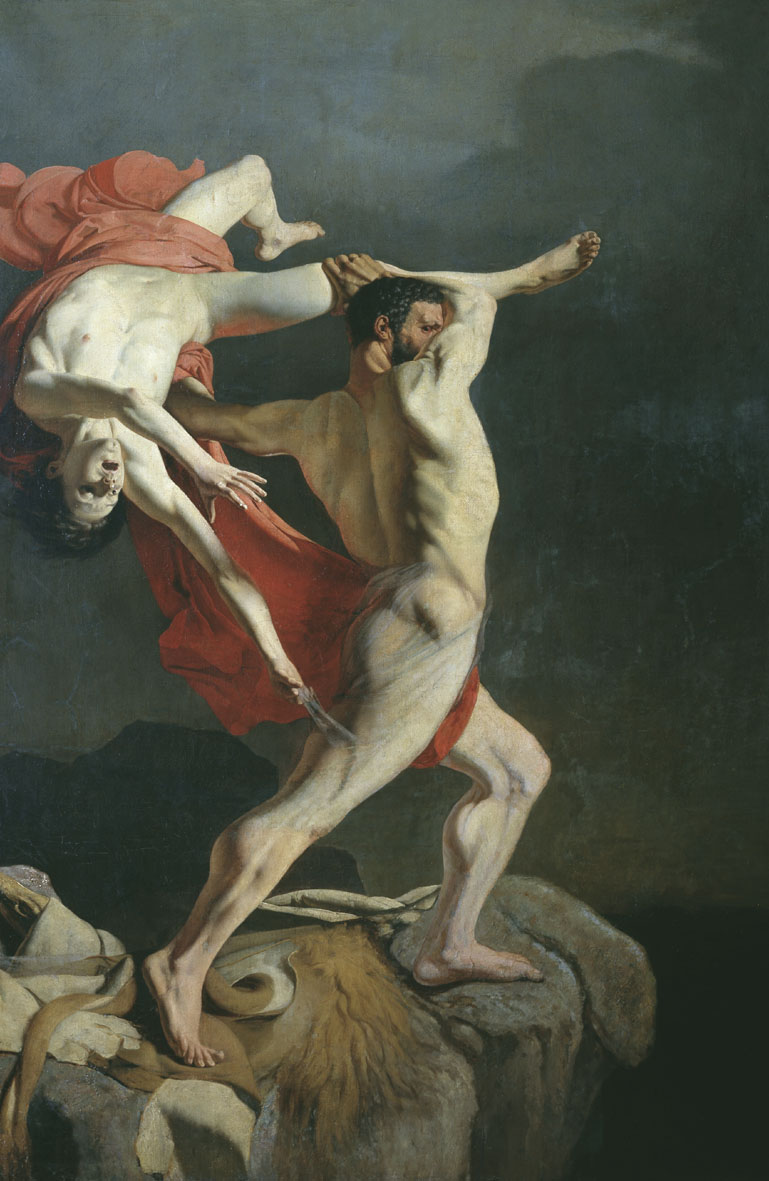
Héraklész és Lichas (Pavel Sorokin, 1849)

Eredetileg egy 1708-as nápolyi darab, később angol nyelvre dolgozta át, és masque-ként adták elő. Egyszerű kis pásztortragédia a két szerelmesről és a féltékeny küklopszról, amiből nem hiányzik a szabad ég alatt játszó színház gondolata sem, a többi műhöz mérten kicsiny, ám tökéletes darab.

### Sándor ünnepe (1736, Dryden nyomán Hamilton)
Nagy Sándorról és a zene hatalmáról szóló allegorikus mű, ami nélkülözi a drámai cselekményt; nem egyéb, mint lírikus és ünnepélyes számok sorozata. A népszerűséghez a zenén kívül nagyban hozzájárult John Dryden hírneve, akinek a költeményét dolgozta fel.

### L’Allegro, il Penseroso ed il Moderato (1740, Milton és Jennens)
Hamisítatlan idilli oratórium, amelyhez hasonlókat később Haydn írt. A cikornyás cím három hangulati réteget jelöl: a vidámságot, a szomorúságot és a kiegyensúlyozottságot. A különböző leíró jelenetek sok alkalmat adnak Händelnek zenei zsánerképek, „impressziók” megvalósítására.

### Szemelé (1742, Congreve)
A Szemelét a szerző tárgya és jellege miatt nem nevezte oratóriumnak, gyakorta adják elő operaként. Története Semele és Jupiter szerelmi kapcsolatáról szól, ami tragikus véget ér. A zene meggyőző és bájos, a szöveg is kiváló, a korabeli közönség mégsem értékelte megfelelőképp.

### Hercules (1744, Szophoklész és Ovidius nyomán Broughton)
A Semele testvérdarabja, „zenés dráma”-ként adták elő. A tárgy: Héraklész halála, amit neje, Dejaniera féltékenysége okoz. Drámai jelenetekben bővelkedő mű, amiben különösen Dejaniera szenvedélyes jellemrajza messze megelőlegezi Gluck operareformját, és ezért az egyik legjobb zenei tragédia a tizennyolcadik század első feléből.

### Hercules választása (1750, Morell?)
Az Alkalmi oratórium a Júdás Makkabeussal egy időben keletkezett, ugyanazzal a céllal. Alkalmi jellegéből is adódik, hogy zenéjének nagy része korábbi munkáiból vannak kölcsönözve (pl. Koronázási anthemek). A Hercules választása tulajdonképpen féloratórium, hossza miatt is, illetve mert anyaga lényegében azonos egy be nem mutatott színpadi művével, az Alcestével.